# Station Alcorcón
Station Alcorcón is een metrostation in Alcorcón. Het station werd geopend op 11 april 2003 en wordt bediend door lijn 12 van de metro van Madrid.